# Deutsche Einband-Meisterschaft 2021/22

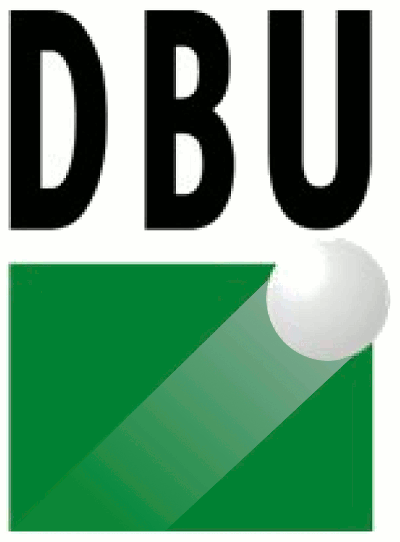
Verbandslogo: DBU

Veranstaltungsort: Herten

Die Deutsche Einband-Meisterschaft 2021/22 ist eine Billard-Turnierserie und fand vom 25. bis zum 28. Mai 2022 in Herten zum 67. Mal statt.

## Geschichte
Markus Dömer gewann in Herten seinen vierten deutschen Meistertitel im Einband. Platz zwei ging an den Titelverteidiger Sven Daske vor Carsten Lässig. Platz vier belegte Markus Melerski mit allen Turnierbestleistungen.

Die Ergebnisse stammen aus eigenen Unterlagen.

## Modus
Gespielt wurde im Round-Robin-Modus bis 120 Punkte oder 25 Aufnahmen.
Die Endplatzierung ergab sich aus folgenden Kriterien:
1. Matchpunkte
2. Generaldurchschnitt (GD)
3. Bester Einzeldurchschnitt (BED)
4. Höchstserie (HS)

## Teilnehmer (nach Ausgangsklassement)

Ausrichter: GT Buer

1. Sven Daske (SCB Langendamm), (Titelverteidiger)
2. Markus Dömer (BC Stadtlohn)
3. Carsten Lässig (BG Coesfeld)
4. Markus Melerski (Bfr. Schwelm)

## Turnierverlauf
| Name            | MP  | Pkte | Aufn. | ED   | HS |
| --------------- | --- | ---- | ----- | ---- | -- |
| 1. Spielrunde   |     |      |       |      |    |
| Sven Daske      | 1:1 | 120  | 13    | 9,23 | 34 |
| Markus Melerski | 1:1 | 120  | 13    | 9,23 | 56 |
| Markus Dömer    | 2:0 | 106  | 25    | 4,24 | 20 |
| Carsten Lässig  | 0:2 | 99   | 25    | 3,96 | 15 |

| Name            | MP  | Pkte | Aufn. | ED   | HS |
| --------------- | --- | ---- | ----- | ---- | -- |
| 2. Spielrunde   |     |      |       |      |    |
| Sven Daske      | 0:2 | 68   | 25    | 2,72 | 14 |
| Markus Dömer    | 2:0 | 120  | 25    | 4,80 | 25 |
| Carsten Lässig  | 2:0 | 120  | 14    | 8,57 | 28 |
| Markus Melerski | 0:2 | 51   | 14    | 3,64 | 11 |

| Name            | MP  | Pkte | Aufn. | ED   | HS |
| --------------- | --- | ---- | ----- | ---- | -- |
| 3. Spielrunde   |     |      |       |      |    |
| Sven Daske      | 2:0 | 120  | 22    | 5,45 | 32 |
| Carsten Lässig  | 0:2 | 53   | 22    | 2,40 | 8  |
| Markus Dömer    | 2:0 | 120  | 16    | 7,50 | 27 |
| Markus Melerski | 0:2 | 83   | 16    | 5,18 | 24 |

## Abschlusstabelle
| MP    | Match Points (Sieger = 2; Unentschieden = 1; Verlierer = 0) |
| Pkte. | Erzielte Karambolagen                                       |
| Aufn. | Benötigte Versuche                                          |
| GD    | Generaldurchschnitt                                         |
| BED   | Bester Einzeldurchschnitt eines Spielers                    |
| HS    | Höchstserie                                                 |
|       | Bester GD des Turniers                                      |
|       | Bester ED des Turniers                                      |
|       | Beste HS des Turniers                                       |
|       | 1. Platz (Gold)                                             |
|       | 2. Platz (Silber)                                           |
|       | 3. Platz (Bronze)                                           |

| Klassement                | Klassement      | Klassement | Klassement | Klassement | Klassement | Klassement | Klassement |
| Platz                     | Name            | MP         | Pkte.      | Aufn.      | GD         | BED        | HS         |
| ------------------------- | --------------- | ---------- | ---------- | ---------- | ---------- | ---------- | ---------- |
| 1                         | Markus Dömer    | 6:0        | 346        | 66         | 5,24       | 7,50       | 27         |
| 2                         | Sven Daske      | 3:3        | 308        | 60         | 5,13       | 9,23       | 34         |
| 3                         | Carsten Lässig  | 2:4        | 272        | 61         | 4,45       | 8,57       | 15         |
| 4                         | Markus Melerski | 1:5        | 254        | 43         | 5,90       | 9,23       | 56         |
| Turnierdurchschnitt: 5,13 |                 |            |            |            |            |            |            |